# Atletismo nos Jogos Olímpicos de Verão de 2016 - Lançamento de dardo masculino
A competição do lançamento de dardo masculino do atletismo nos Jogos Olímpicos de Verão de 2016 aconteceu entre os dias 17 e 20 de agosto no Estádio Olímpico.

## Calendário
Horário local (UTC-3).
| Data                         | Horário | Fase          |
| ---------------------------- | ------- | ------------- |
| Quarta, 17 de agosto de 2016 | 20:30   | Eliminatórias |
| Sábado, 20 de agosto de 2016 | 20:55   | Final         |

## Medalhistas
| Ouro   | GER Thomas Röhler   |
| Prata  | KEN Julius Yego     |
| Bronze | TTO Keshorn Walcott |

## Recordes
Antes desta competição, os recordes mundiais e olímpicos da prova eram os seguintes:
| Tipo | Atleta              | Marca   | Local  | Data                 |
| ---- | ------------------- | ------- | ------ | -------------------- |
|      | Jan Železný         | 98,48 m | Jena   | 25 de maio de 1996   |
|      | Andreas Thorkildsen | 90,57 m | Pequim | 23 de agosto de 2008 |

## Resultados

### Eliminatórias
Qualificação: 83,00m (Q) ou os 12 melhores qualificados (q) avançam para as finais.
| Pos. | Grupo | Atleta                  | CON                   | #1    | #2    | #3    | Resultado | Notas                |
| ---- | ----- | ----------------------- | --------------------- | ----- | ----- | ----- | --------- | -------------------- |
| 1    | B     | Keshorn Walcott         | TTO Trinidad e Tobago | 88.68 | –     | –     | 88.68     | Q                    |
| 2    | B     | Johannes Vetter         | GER Alemanha          | 85.96 | –     | –     | 85.96     | Q                    |
| 3    | A     | Julian Weber            | GER Alemanha          | 84.46 | –     | –     | 84.46     | Q                    |
| 4    | B     | Ryohei Arai             | JPN Japão             | 84.16 | –     | –     | 84.16     | Q                    |
| 5    | B     | Petr Frydrych           | CZE República Checa   | 78.57 | 80.17 | 83.60 | 83.60     | Q                    |
| 6    | B     | Julius Yego             | KEN Quênia            | 78.88 | x     | 83.55 | 83.55     | Q                    |
| 7    | A     | Jakub Vadlejch          | CZE República Checa   | 78.23 | 80.90 | 83.27 | 83.27     | Q                    |
| 8    | A     | Dmytro Kosynskyy        | UKR Ucrânia           | 80.08 | 76.79 | 83.23 | 83.23     | Q                    |
| 9    | A     | Thomas Röhler           | GER Alemanha          | 79.47 | 81.61 | 83.01 | 83.01     | Q                    |
| 10   | B     | Vítězslav Veselý        | CZE República Checa   | 81.32 | 81.32 | 82.85 | 82.85     | q                    |
| 11   | B     | Antti Ruuskanen         | FIN Finlândia         | 82.20 | x     | x     | 82.20     | q                    |
| 12   | A     | Braian Toledo           | ARG Argentina         | 78.99 | 81.96 | 80.36 | 81.96     | q                    |
| 13   | A     | Joshua Robinson         | AUS Austrália         | 78.87 | 80.84 | 76.78 | 80.84     |                      |
| 14   | B     | Zigismunds Sirmais      | LAT Letônia           | 76.87 | 80.65 | 75.95 | 80.65     |                      |
| 15   | A     | Marcin Krukowski        | POL Polônia           | x     | 78.06 | 80.62 | 80.62     |                      |
| 16   | B     | Júlio César de Oliveira | BRA Brasil            | 79.33 | 80.49 | 80.29 | 80.49     |                      |
| 17   | A     | Kim Amb                 | SWE Suécia            | 77.91 | 78.75 | 80.49 | 80.49     |                      |
| 18   | B     | Tanel Laanmäe           | EST Estônia           | 80.45 | 78.78 | 79.24 | 80.45     |                      |
| 19   | B     | John Ampomah            | GHA Gana              | 79.09 | 80.39 | 78.90 | 80.39     |                      |
| 20   | A     | Cyrus Hostetler         | USA Estados Unidos    | 76.48 | 78.69 | 79.76 | 79.76     |                      |
| 21   | A     | Tero Pitkämäki          | FIN Finlândia         | 77.91 | 78.58 | 79.56 | 79.56     |                      |
| 22   | A     | Risto Mätas             | EST Estônia           | 76.23 | 79.26 | 79.40 | 79.40     |                      |
| 23   | A     | Magnus Kirt             | EST Estônia           | x     | 77.60 | 79.33 | 79.33     |                      |
| 24   | A     | Rocco van Rooyen        | RSA África do Sul     | x     | 71.05 | 78.48 | 78.48     | Recorde da temporada |
| 25   | B     | Hamish Peacock          | AUS Austrália         | 77.91 | 76.22 | 76.40 | 77.91     |                      |
| 26   | B     | Ivan Zaytsev            | UZB Uzbequistão       | 73.49 | 72.92 | 77.83 | 77.83     |                      |
| 27   | B     | Ari Mannio              | FIN Finlândia         | 77.14 | 76.77 | 77.73 | 77.73     |                      |
| 28   | A     | Rolands Štrobinders     | LAT Letônia           | 76.76 | x     | 77.73 | 77.73     |                      |
| 29   | A     | Stuart Farquhar         | NZL Nova Zelândia     | 74.24 | 77.32 | 74.38 | 77.32     |                      |
| 30   | A     | Ahmed Bader Magour      | QAT Catar             | x     | 77.19 | x     | 77.19     |                      |
| 31   | B     | Łukasz Grzeszczuk       | POL Polônia           | 76.31 | 76.52 | 76.14 | 76.52     |                      |
| 32   | A     | Leslie Copeland         | FIJ Fiji              | 76.04 | 75.68 | x     | 76.04     |                      |
| 33   | B     | Huang Shih-feng         | TPE Taipé Chinês      | 74.33 | x     | x     | 74.33     |                      |
| 34   | B     | Sam Crouser             | USA Estados Unidos    | 73.78 | 73.66 | x     | 73.78     |                      |
| 35   | B     | Sean Furey              | USA Estados Unidos    | 69.40 | 72.61 | 71.35 | 72.61     |                      |
| 36   | A     | Sumeda Ranasinghe       | SRI Sri Lanka         | 69.62 | 71.93 | x     | 71.93     |                      |
| —    | A     | Bobur Shokirjonov       | UZB Uzbequistão       | x     | x     | x     | NM        |                      |

### Final
| Pos.              | Atleta           | CON                   | #1    | #2    | #3    | #4          | #5          | #6          | Resultado | Notas                |
| ----------------- | ---------------- | --------------------- | ----- | ----- | ----- | ----------- | ----------- | ----------- | --------- | -------------------- |
| Medalha de ouro   | Thomas Röhler    | GER Alemanha          | 87.40 | 85.61 | 87.07 | 84.84       | 90.30       | x           | 90.30     |                      |
| Medalha de prata  | Julius Yego      | KEN Quênia            | 88.24 | x     | –     | x           | r           | r           | 88.24     | Recorde da temporada |
| Medalha de bronze | Keshorn Walcott  | TTO Trinidad e Tobago | 83.45 | 85.38 | 83.38 | 80.33       | x           | x           | 85.38     |                      |
| 4                 | Johannes Vetter  | GER Alemanha          | 85.32 | x     | 82.54 | x           | 83.61       | 81.74       | 85.32     |                      |
| 5                 | Dmytro Kosynskyy | UKR Ucrânia           | 82.51 | 83.95 | 83.64 | 81.61       | 81.21       | x           | 83.95     | Recorde pessoal      |
| 6                 | Antti Ruuskanen  | FIN Finlândia         | x     | 77.81 | 83.05 | x           | x           | 80.00       | 83.05     |                      |
| 7                 | Vítězslav Veselý | CZE República Checa   | 78.20 | 82.51 | x     | x           | x           | 78.63       | 82.51     |                      |
| 8                 | Jakub Vadlejch   | CZE República Checa   | 80.02 | 82.42 | 81.59 | 80.32       | x           | x           | 82.42     |                      |
| 9                 | Julian Weber     | GER Alemanha          | 80.29 | 80.13 | 81.36 | Não avançou | Não avançou | Não avançou | 81.36     |                      |
| 10                | Braian Toledo    | ARG Argentina         | 77.89 | 79.51 | 79.81 | Não avançou | Não avançou | Não avançou | 79.81     |                      |
| 11                | Ryohei Arai      | JPN Japão             | 77.98 | 79.47 | 72.49 | Não avançou | Não avançou | Não avançou | 79.47     |                      |
| 12                | Petr Frydrych    | CZE República Checa   | 76.15 | 76.79 | 79.12 | Não avançou | Não avançou | Não avançou | 79.12     |                      |

Legenda
| Recorde mundial      | Recorde mundial (World record)               |                       | Recorde africano                      | Recorde africano (African) |                                           | Q | Classificado por posição (Qualified) |
| Recorde olímpico     | Recorde olímpico (Olympic record)            | Recorde da América    | Recorde da América (Americas)         | q                          | Classificado por melhor tempo (Qualified) |   |                                      |
| Melhor marca do ano  | Melhor marca do ano (World leading)          | Recorde asiático      | Recorde asiático (Asian)              | DNS                        | Não largou (Did not start)                |   |                                      |
| Recorde nacional     | Recorde nacional (National record)           | Recorde europeu       | Recorde europeu (European)            | DNF                        | Não terminou (Did not finish)             |   |                                      |
| Recorde pessoal      | Recorde pessoal do atleta (Personal best)    | Recorde da Oceania    | Recorde da Oceania (Oceania)          | DSQ / DQ                   | Desclassificado (Disqualified)            |   |                                      |
| Recorde da temporada | Recorde da temporada do atleta (Season best) | Recorde sul-americano | Recorde sul-americano (South America) | NM                         | Sem marca (No mark)                       |   |                                      |